# Zwentendorf (Gemeinde Gnadendorf)
Zwentendorf ist eine Ortschaft und eine Katastralgemeinde der Gemeinde Gnadendorf im Bezirk Mistelbach in Niederösterreich. Die Ortschaft hat 203 Einwohner (1. Jänner 2024). Bis Ende 1966 war Zwentendorf eine eigenständige Gemeinde.

## Geografie
Das Dorf liegt beim Einfluss des Brandbaches in die Zaya. Durch den Ort führt die Landesstraße L10, von der hier die L35 abzweigt. In geringer Entfernung, nordöstlich vom Orte liegt der 296 m hohe Geisberg und gegen Altmanns hin der 316 m hohe Simperlberg mit einem Tumulus.

## Geschichte
Der Ort wird erstmals im Jahr 1187 als Zewentendorf erwähnt. Der Ortsname wird aus dem Slawischen hergeleitet und bedeutet entweder Svento (der Heilige), oder beruht auf dem Personennamen Zwantschei.
Laut Adressbuch von Österreich waren im Jahr 1938 in der Ortsgemeinde Zwentendorf ein Dachdecker, ein Gastwirt, eine Gemischtwarenhändlerin, ein Müller, eine Schmiede, zwei Schuster, ein Tischler, drei Viktualienhändler und mehrere Landwirte ansässig.
Mit 1. Jänner 1967 wurden im Zuge der Niederösterreichischen Kommunalstrukturverbesserung die bis dahin selbständigen Gemeinden Wenzersdorf und Zwentendorf nach Gnadendorf eingemeindet.